# 腓力四世 (法兰西)
腓力四世（法語：Philippe IV，1268年4月28日—1314年11月29日），因其英俊的外表與冷酷專制的性格，被稱為「美男子」（le Bel）與「鐵國王」（le Roi de fer）。他是卡佩王朝后期一系列强大有力的君主之一，他對外四處用兵，加強中央集權，甚至脅持天主教教會，他与教宗博尼法斯八世发生激烈冲突。1309年，腓力逼迫教宗克莱孟五世把聖座迁到法国的亞維儂，是為亞維農教廷時期。

## 簡介
腓力四世的基本政策，是延续卡佩王朝先祖们的一贯做法，抑制封建诸侯而加强国王的权力。1284年他在继承王位前与纳瓦拉女王胡安娜一世结婚，使卡佩王朝获得了纳瓦拉的王冠。由于纳瓦拉王室是香槟的世袭领主，此举也导致香槟这一重要封建领地落入王室手中。于是腓力四世在即位后拥有的领地，已足以支持他为树立国王的绝对权威而采取行动。在与各个敌人的斗争中，腓力四世表现得顽强而冷酷残忍。
1294年腓力四世侵入英國金雀花王朝在法蘭西的关键领地基恩（即阿基坦），希望吞并此地。英格兰国王爱德华一世随即于1297年渡海进攻法蘭西，到1300年，雙方未分出勝負，腓力四世与爱德华一世议和，规定后者仍拥有加斯科涅并与腓力的妹妹法兰西的玛格丽特结婚。之後，腓力四世于1308年和1312年先后兼并昂古莱姆及里昂。为扩张领土和扩大收入来源，腓力四世自1300年起持续进攻佛兰德，法军在1302年的金马刺战役中败北；但在于1304年在蒙桑佩韋勒戰役中战胜了佛兰德人。腓力四世对佛兰德的野心只取得了有限的成果。因为这些战争，他采取各种手段横征暴敛，包括于1306年驱逐犹太人并没收他们的财产。
1296年—1303年，腓力四世对法国境内的天主教会征税并用于攻打其他基督教国家，以叛国罪的名义审判巴米埃主教贝尔纳·塞瑟，因此与主张教权高于王权的教宗博尼法斯八世发生严重冲突。为获取贵族和城市居民支持他与教宗的斗争，腓力四世于1302年召开了法国历史上的第一次三级会议。在法國大主教教宗克勉五世繼任教宗，腓力四世強迫教廷遷往亞維儂，開始亞維儂教廷時期，造成教廷在多年实际为法蘭西國王所控制。
很可能由于腓力四世的要求，克勉五世于1312年宣布最重要的僧侣骑士团之一圣殿骑士团为异端。取缔圣殿骑士团可能为腓力四世带来巨大的好处，因为该骑士团拥有惊人的财富。腓力四世取缔圣殿骑士团并对成员进行残酷的捕杀（大多被以异端罪罪名处死）。

## 病逝

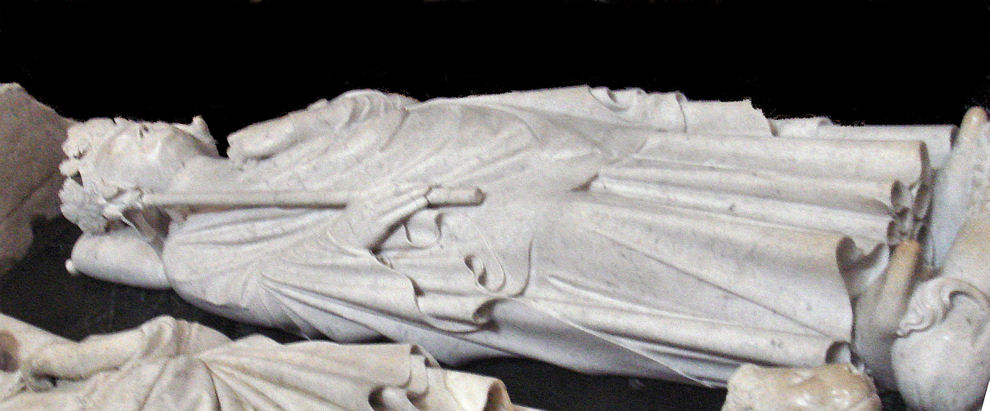
腓力四世在聖但尼聖殿的墓地

腓力四世的大權在握顯示出了羅馬教皇政權的衰落。他的皇宮座落在西岱島，現今保留的部份成為了巴黎古監獄。他晚年遭遇了三位儿媳被控通奸的丑闻内勒塔事件，又在蓬聖馬克桑斯進行狩獵活動的時候發生了腦中風，並在數週後的1314年11月29日於楓丹白露死去。這裡也是他出生的地方。他的遺體在聖但尼聖殿火化。其子路易十世接下了政權。